# Mamm-Isakagölen
Mamm-Isakagölen är en sjö i Uppvidinge kommun i Småland och ingår i Alsteråns huvudavrinningsområde.